# Hilltop (Ohio)
Hilltop és una concentració de població designada pel cens dels Estats Units a l'estat d'Ohio. Segons el cens del 2000 tenia 534 habitants.

## Demografia
Segons el cens del 2000, Hilltop tenia 534 habitants, 199 habitatges, i 160 famílies. La densitat de població era de 361,7 habitants per km².
Dels 199 habitatges en un 33,7% hi vivien nens de menys de 18 anys, en un 62,8% hi vivien parelles casades, en un 11,6% dones solteres, i en un 19,1% no eren unitats familiars. En el 19,1% dels habitatges hi vivien persones soles el 8% de les quals corresponia a persones de 65 anys o més que vivien soles. El nombre mitjà de persones vivint en cada habitatge era de 2,68 i el nombre mitjà de persones que vivien en cada família era de 3,01.
Per edats la població es repartia de la següent manera: un 24,9% tenia menys de 18 anys, un 6,9% entre 18 i 24, un 32% entre 25 i 44, un 24,3% de 45 a 60 i un 11,8% 65 anys o més.
L'edat mediana era de 37 anys. Per cada 100 dones de 18 o més anys hi havia 97,5 homes.
La renda mediana per habitatge era de 43.036 $ i la renda mediana per família de 50.441 $. Els homes tenien una renda mediana de 36.406 $ mentre que les dones 20.962 $. La renda per capita de la població era de 15.417 $. Aproximadament el 4,6% de les famílies i el 4,9% de la població estaven per davall del llindar de pobresa.

## Poblacions més properes
El següent diagrama mostra les poblacions més properes.